# Tadashi Agi
Tadashi Agi (亜樹 直 Agi Tadashi) es un mangaka, novelista y escritor japonés. Su nombre real es Shin Kibayashi (樹林 伸 Kibayashi Shin). Nació en el año 1962 en la ciudad de Tokio, Japón. Su tipo de sangre es O. El nombre "Tadashi Agi" es compartido también con su hermana. Tadashi Agi se graduó de la Tokyo Metropolitan Musashi Senior High School y la universidad Waseda School de ciencias económicas y políticas.

## Nombre
Shiba Shin ha recibido y creado numerosos nombres para sí mismo. Su propósito era ocultarse bajo nombres falsos. Sin embargo, después de obtener fama, se reveló su verdadero nombre. Estos son sus nombres famosos. La más famosa es sin duda es Tadashi Agi y Yuma Ando. 
- Seimaru Amagi (天樹征丸 Amagi Seimaru)
- Yuya Aoki (青樹佑夜 Aoki Yūya)
- Yuma Ando (安童夕馬 Ando Yuma)
- Jōji Arimori (有森丈時 Arimori Jōji)
- Hiroaki Igano (伊賀大晃 Igano Hiroaki)
- S.K

## Trabajos
Este es una lista de trabajos clasificados según su nombre. Algunas son series de televisión, anime, manga, etc. 

### Como Seimaru Amagi
- Kindaichi Case Files
- Tantei Gakuen Q
- Remote

### Como Yuya Aoki
- Psycho Busters
- Get Backers

### Como Yuma Ando
- Psychometrer Eiji
- Tokyo Eighties
- Kunimitsu no Matsuri
- Shibatora

### Como Jōji Arimori
- Monkey Typhoon
- Snow Dolphin

### Como Hiroaki Igano
- Area no kishi
- i Contact

### Como Tadashi Agi
- Psycho Doctor
- Psycho Doctor Kai Kyousuke
- Kami no Shizuku
- Gakkou no kowai uwasa

### Drama
- Hero (Idea original y es una serie de televisión)
- Pikingtorio Case Files (TV drama starring Neptune)